# Pavel Nedvěd
Pavel Nedvěd (Cheb, 30 augustus 1972) is een voormalig Tsjechisch voetballer. Hij wordt door velen beschouwd als een van de beste Tsjechische voetballers ooit. De Tsjech was samen met onder anderen Karel Poborský een van de smaakmakers tijdens het EK 1996 in Engeland.

## Carrière
Nedvěd begon zijn carrière bij het Tsjechische FC Dukla Praag, maar al snel verhuisde hij naar stadsbuur en topclub Sparta Praag, waar hij opbloeide. Onder leiding van bondscoach Dusan Uhrin maakte hij zijn debuut voor het Tsjechisch voetbalelftal op 5 juni 1994 in de vriendschappelijke uitwedstrijd tegen Ierland (1-3). Hij viel in dat duel na 88 minuten in voor Jiří Němec.
Na het EK 1996, waar Nedvěd de uitblinker was, trokken veel Europese topclubs aan hem. Nedvěd had voor het EK een overeenkomst met PSV bereikt, maar kwam hier later toch nog op terug, vanwege de vele andere aanbiedingen. Uiteindelijk stapte hij over naar Lazio Roma na bemiddeling van de Italiaans-Nederlandse voetbalmakelaar Mino Raiola. In het jaar 2000 klom hij nog een stapje hoger door een contract te tekenen bij Juventus in Turijn.
Met Juve was Nedvěd dicht bij de 'Cup met de Grote Oren' (de Champions League) in 2003, maar in de slotminuut van de gewonnen halve finale tegen Real Madrid, kreeg Nedvěd een gele kaart. Hierdoor was hij geschorst voor de finale, die verloren werd op penalty’s van AC Milan op Old Trafford in Manchester. Zelfs de fans van Milan gaven toe dat de wedstrijd waarschijnlijk heel anders was gelopen als Nedvěd (op dat moment een van de beste voetballers ter wereld) mee had gedaan.
Nedvěd werd na afloop van het seizoen 2003/04 verkozen tot Europees voetballer van het jaar en won daarmee de Gouden Bal. Hij deed ook mee aan het Wereldkampioenschap 2006 in Duitsland.
Nedvěd staat vooral bekend om zijn goede schot, met zowel rechts als links en zijn geniale passing waarmee hij de tegenstander zo nu en dan volledig het bos instuurt.
Pavel Nedvěd heeft unieke knieschijven. Volgens bondsarts Petr Krejčí is hij de enige man met knieschijven die uit drie delen bestaan, een zogenaamde patella-tri-partitia. De bijzonderheid werd ontdekt toen Nedvěd in 1996 van Sparta Praag naar Lazio Roma verhuisde. In augustus 2006 maakte Nedvěd bekend zijn interlandloopbaan te beëindigen.
In het seizoen 2006/07 speelde Nedvěd met Juventus in de Serie B vanwege het Calciopoli omkoopschandaal. Aanvankelijk probeerde hij een transfer te forceren, maar tevergeefs. Nedvěd besloot uiteindelijk toch zijn club trouw te blijven ondanks interesse van onder meer FC Barcelona, Chelsea, Manchester United en AS Monaco. Door dit ultieme gebaar van clubliefde en trouw heeft Nedvěd net als clublegende Alessandro Del Piero een levenslang contract aangeboden gekregen. Dit houdt in dat hij ook na zijn actieve loopbaan als profvoetballer in dienst van De Oude Dame zou blijven. Hij maakte deel uit van de technische staf toen Ciro Ferrara de hoofdverantwoordelijke bij Juventus was. In oktober 2010 werd hij aangesteld als sportief directeur bij Juventus.
In 2022 stapte Nedvěd op als vicevoorzitter van Juventus. Volgens Italiaanse media heeft dit te maken met een onderzoek naar fraude bij de club.

## Statistieken
| seizoen | club           | land              | competitie              | duels | goals |
| ------- | -------------- | ----------------- | ----------------------- | ----- | ----- |
| 1991/92 | FC Dukla Praag | Tsjecho-Slowakije | 1. liga                 | 19    | 3     |
| 1992/93 | Sparta Praag   | Tsjecho-Slowakije | 1. liga                 | 17    | 0     |
| 1993/94 | Sparta Praag   | Tsjechië          | 1. česká fotbalová liga | 23    | 3     |
| 1994/95 | Sparta Praag   | Tsjechië          | 1. česká fotbalová liga | 27    | 6     |
| 1995/96 | Sparta Praag   | Tsjechië          | 1. česká fotbalová liga | 30    | 14    |
| 1996/97 | SS Lazio       | Italië            | Serie A                 | 32    | 7     |
| 1997/98 | SS Lazio       | Italië            | Serie A                 | 26    | 11    |
| 1998/99 | SS Lazio       | Italië            | Serie A                 | 21    | 1     |
| 1999/00 | SS Lazio       | Italië            | Serie A                 | 28    | 5     |
| 2000/01 | SS Lazio       | Italië            | Serie A                 | 32    | 9     |
| 2001/02 | Juventus       | Italië            | Serie A                 | 32    | 4     |
| 2002/03 | Juventus       | Italië            | Serie A                 | 29    | 9     |
| 2003/04 | Juventus       | Italië            | Serie A                 | 30    | 6     |
| 2004/05 | Juventus       | Italië            | Serie A                 | 27    | 7     |
| 2005/06 | Juventus       | Italië            | Serie A                 | 33    | 5     |
| 2006/07 | Juventus       | Italië            | Serie B                 | 33    | 11    |
| 2007/08 | Juventus       | Italië            | Serie A                 | 31    | 2     |
| 2008/09 | Juventus       | Italië            | Serie A                 | 31    | 7     |
| totaal: | totaal:        | totaal:           | totaal:                 | 501   | 110   |

| Interlanddoelpunten | Interlanddoelpunten | Interlanddoelpunten | Interlanddoelpunten       | Interlanddoelpunten | Interlanddoelpunten | Interlanddoelpunten | Interlanddoelpunten |
| №                   | Datum               | Locatie             | Wedstrijd                 | Goal(s)             | Score               | Uitslag             | Competitie          |
| ------------------- | ------------------- | ------------------- | ------------------------- | ------------------- | ------------------- | ------------------- | ------------------- |
| 1                   | 14.06.1996          | Liverpool           | Tsjechië – Italië         | 4'                  | 1 – 0               | 2 – 1               | EK-eindronde        |
| 2                   | 18.09.1996          | Teplice             | Tsjechië – Malta          | 29'                 | 2 – 0               | 6 – 0               | WK-kwalificatie     |
| 3                   | 17.12.1997          | Riyad               | Tsjechië – VA Emiraten    | 22'                 | 2 – 0               | 6 – 1               | Confederations Cup  |
| 4                   | 17.12.1997          | Riyad               | Tsjechië – VA Emiraten    | 43'                 | 4 – 0               | 6 – 1               | Confederations Cup  |
| 5                   | 14.10.1998          | Teplice             | Tsjechië – Estland        | 8'                  | 1 – 0               | 4 – 1               | EK-kwalificatie     |
| 6                   | 04.09.1999          | Vilnius             | Litouwen – Tsjechië       | 60'                 | 0 – 1               | 0 – 4               | EK-kwalificatie     |
| 7                   | 04.09.1999          | Vilnius             | Litouwen – Tsjechië       | 63'                 | 0 – 2               | 0 – 4               | EK-kwalificatie     |
| 8                   | 26.03.2000          | Praag               | Tsjechië – Israël         | 14'                 | 1 – 0               | 4 – 1               | Oefeninterland      |
| 9                   | 26.03.2000          | Praag               | Tsjechië – Israël         | 57'                 | 3 – 0               | 4 – 1               | Oefeninterland      |
| 10                  | 07.10.2000          | Teplice             | Tsjechië – IJsland        | 44'                 | 3 – 0               | 4 – 0               | WK-kwalificatie     |
| 11                  | 07.10.2000          | Teplice             | Tsjechië – IJsland        | 90'                 | 4 – 0               | 4 – 0               | WK-kwalificatie     |
| 12                  | 24.03.2001          | Belfast             | Noord-Ierland – Tsjechië  | 11'                 | 0 – 1               | 0 – 1               | WK-kwalificatie     |
| 13                  | 15.08.2001          | Drnovice            | Tsjechië – Zuid-Korea     | 30'                 | 1 – 0               | 5 – 0               | Oefeninterland      |
| 14                  | 06.10.2001          | Praag               | Tsjechië – Bulgarije      | 16'                 | 2 – 0               | 6 – 0               | WK-kwalificatie     |
| 15                  | 06.10.2001          | Praag               | Tsjechië – Bulgarije      | 76'                 | 6 – 0               | 6 – 0               | WK-kwalificatie     |
| 16                  | 02.04.2003          | Praag               | Tsjechië – Oostenrijk     | 18'                 | 1 – 0               | 4 – 0               | EK-kwalificatie     |
| 17                  | 06.09.2003          | Minsk               | Wit-Rusland – Tsjechië    | 37'                 | 1 – 1               | 1 – 3               | EK-kwalificatie     |
| 18                  | 06.06.2006          | Praag               | Tsjechië – Trinidad en T. | 22'                 | 2 – 0               | 3 – 0               | Oefeninterland      |

## Erelijst
| Competitie                    |              |                  |              |              |
| Competitie                    | Aantal       | Jaren            |              |              |
| Sparta Praag                  | Sparta Praag | Sparta Praag     | Sparta Praag | Sparta Praag |
| ----------------------------- | ------------ | ---------------- | ------------ | ------------ |
| Československá fotbalová liga | 1x           | 1992/93          |              |              |
| 1. česká fotbalová liga       | 2x           | 1993/94, 1994/95 |              |              |
| Pohár FAČR                    | 1x           | 1995             |              |              |
| Lazio                         |              |                  |              |              |
| Internationaal                |              |                  |              |              |
| Europacup II                  | 1x           | 1998/99          |              |              |
| UEFA Super Cup                | 1x           | 1999             |              |              |
| Nationaal                     |              |                  |              |              |
| Serie A                       | 1x           | 1999/00          |              |              |
| Coppa Italia                  | 2x           | 1997/98, 1999/00 |              |              |
| Supercoppa Italiana           | 2x           | 1998, 2000       |              |              |
| Juventus                      |              |                  |              |              |
| Serie A                       | 2x           | 2001/02, 2002/03 |              |              |
| Supercoppa Italiana           | 2x           | 2002, 2003       |              |              |
| Serie B                       | 1x           | 2006/07          |              |              |

| Competitie                     | Winnaar  | Winnaar  | Runner-up | Runner-up | Derde    | Derde    |
| Competitie                     | Aantal   | Jaren    | Aantal    | Jaren     | Aantal   | Jaren    |
| Tsjechië                       | Tsjechië | Tsjechië | Tsjechië  | Tsjechië  | Tsjechië | Tsjechië |
| ------------------------------ | -------- | -------- | --------- | --------- | -------- | -------- |
| Europees kampioenschap voetbal |          |          | 1x        | 1996      |          |          |
| Confederations Cup             |          |          |           |           | 1x       | 1997     |